# Atterga, Bhalki
Atterga là một làng thuộc tehsil Bhalki, huyện Bidar, bang Karnataka, Ấn Độ.